# إبراهيم السويلم
إبراهيم السويلم (1 يناير 1954 - 2 فبراير 2016) ممثل سعودي.

## عن حياته
ولد في 1 يناير 1954 وكانت بدايته في فترة الثمانينات من خلال المشاركة في مسلسل (الشاطر حسن)، لكن كانت محطة انطلاقه الحقيقية حين شارك بمسلسل (خزنة) عام 1990.

## من أعماله
- مسلسل عسى ما شر.(2008)
- مسلسل نهاية طريق (2005)
- مسلسل درب المحبة.(2003)
- مسلسل الدنيا بخير (2002)
- مسلسل المتقاعد (2002)
- مسلسل خلف خلاف (ج2) (2002)
- نورة. (2002)
- مسلسل حكاية على جدران الزمن(2001)
- مسلسل عائلة خاصة جدا (2001)
- مسلسل الديرة نت (2000)
- مسلسل القطيعة (1998)
- مسلسل صراع الأجيال (1995)
- مسلسل الدوائر (1993)
- سهرة ردة فعل (1992)
- مسلسل خزنة(1990)
- مسلسل عائلة بو كلش (1988)
- مسلسل عيال صابر
- مسلسل وجه ابن فهره (1981)
- مسلسل الشاطر حسن ( 1980 )
- مسلسل أبو مسامح أيام زمان (1979)
- سهرة غواصين القرن العشرين

## وفاته
توفي يوم 2 فبراير 2016 في إحدى المستشفيات في الدمام عن عمر يناهز 62 بعد صراع طويل مع المرض مع سرطان الكبد.

## روابط خارجية
- إبراهيم السويلم على موقع قاعدة بيانات الأفلام العربية